# Mikko Peltola (programledare)
Mikko ”Peltsi” Peltola, född den 16 mars 1974 i Helsingfors, är en finländsk programledare.
Peltola har programlett ett flera finländska TV-programs som Peltsin kala-apajat, Peltsin matkassa: Järvi-Suomen kiehtovat ottipaikat, Peltsin Lapissa och Peltsi och Osmo på vildmarksäventyr.